# (4900) Maymelou
(4900) Maymelou es un asteroide perteneciente al cinturón de asteroides, descubierto el 16 de junio de 1988 por Eleanor F. Helin desde el Observatorio del Monte Palomar, Estados Unidos.

## Designación y nombre
Designado provisionalmente como 1988 ME. Fue nombrado Maymelou en honor a "Mayme Lou "Stevey" Stevens Bruce" graduada  por la Universidad de Pomona, California. Madre de tres hijas, ella y su marido, Stuart Bruce, siempre les ha fascinado viajar a lugares remotos del mundo. Publicaron el libro 'Beyond the Ranges', escrito por su marido, documenta sus investigaciones y viajes. 

## Características orbitales
Maymelou está situado a una distancia media del Sol de 2,379 ua, pudiendo alejarse hasta 2,686 ua y acercarse hasta 2,072 ua. Su excentricidad es 0,129 y la inclinación orbital 5,931 grados. Emplea 1340 días en completar una órbita alrededor del Sol.

## Características físicas
La magnitud absoluta de Maymelou es 13,5. Tiene 4,654 km de diámetro y su albedo se estima en 0,514. Está asignado al tipo espectral V según la clasificación SMASSII.